# Pico Kun
El pico Kun es una parte del macizo montañoso de Nun Kun. Es la segunda cumbre más alta del macizo con una elevación de 7.077 metros en la cordillera oriental del Himalaya, situada cerca del valle de Suru, en la carretera de Kargil Zanskar a 80 kilómetros al oeste de la ciudad de Kargil y a 290 kilómetros al este de Srinagar, la capital de verano de Jammu y Cachemira.
El pico Kun está situado al norte del pico Nun de 7.135 metros, que es la cumbre más alta del macizo y está separado de él por una meseta nevada de 4 km de longitud; en el noreste, justo a los 2 km de distancia, se eleva otro pico del macizo conocido como pico Pináculo de 6.930 metros.

## Montañismo
El macizo de Nun Kun fue avistado por primera vez en 1898 y Arthur Neve lo visitó en tres ocasiones, en 1902, 1904 y 1910. En 1903, el alpinista holandés Dr. H. Sillem investigó el macizo y descubrió la alta meseta entre los picos; alcanzó una altitud de 6.400 m en Nun. En 1906, el pico Pináculo fue ascendido por primera vez por una notable pareja de exploradores, Fanny Bullock Workman y su marido William Hunter Workman. También recorrieron extensamente el macizo y realizaron un mapa del mismo; sin embargo, la controversia rodeó las afirmaciones de los Workmans, y se dieron pocos puntos trigonométricos de la región, por lo que el mapa que realizaron no era utilizable. El Pico Kun fue escalado por primera vez con éxito por un equipo de alpinismo italiano liderado por Mario Piacenza y Lorenzo Borelli en 1913.
Para llegar al macizo tiene hay que recorrer una distancia de 210 kilómetros por carretera desde la NH 1D de Srinagar hasta Kargil y luego 80 kilómetros por la carretera de Kargil Zanskar.